# Droit à la sécurité sociale
Le droit à la sécurité sociale est un droit social reconnu par l'article 22 de la Déclaration universelle des droits de l'homme, l'article 9 du Pacte international relatif aux droits économiques, sociaux et culturels et l'article 12 de la Charte sociale européenne.

## En France
- Droit de la sécurité sociale en France